# Fort Morgan (site historique)
Pour les articles homonymes, voir Fort Morgan.

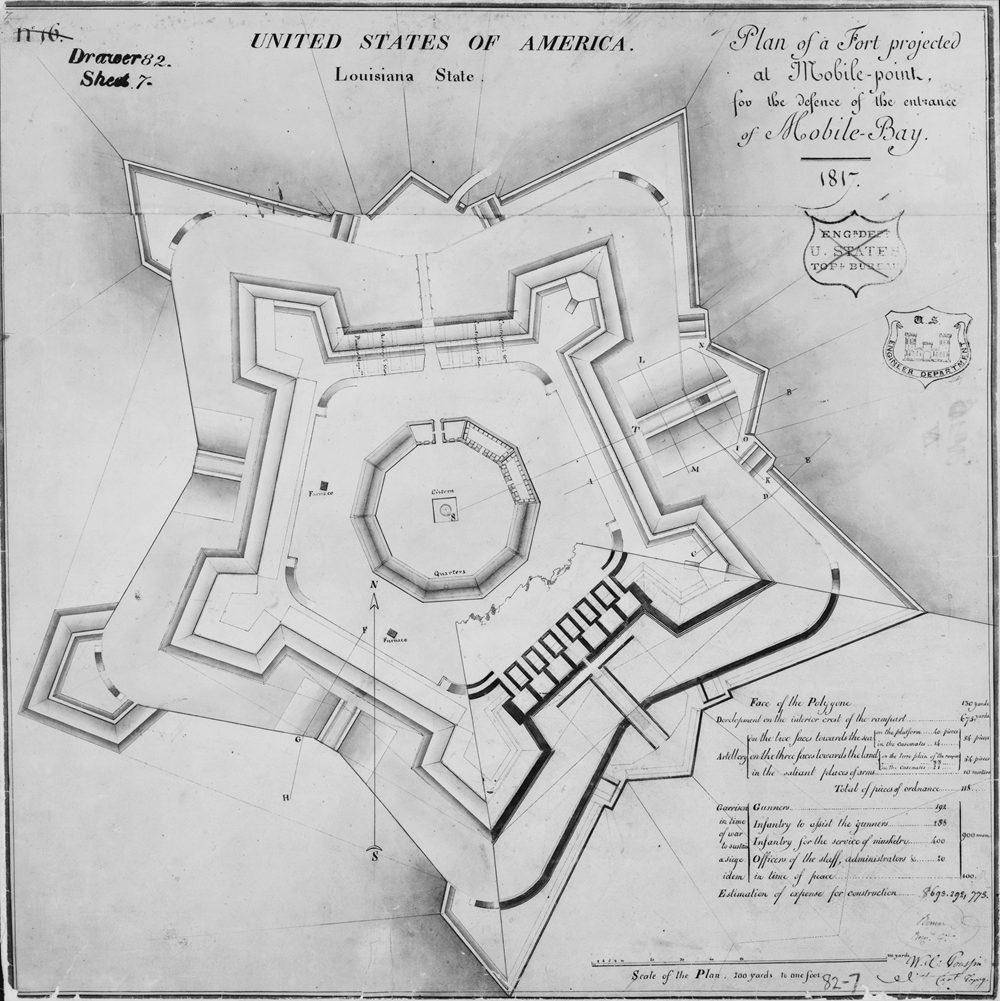
Plan de construction du Fort Morgan.

Fort Morgan est un site historique fortifié à l'embouchure de la baie de Mobile dans le comté de Baldwin en Alabama (États-Unis). Certains le considèrent comme « l'un des meilleurs exemples de l'architecture militaire du Nouveau Monde ». Il fut nommé en l'honneur du héros de la Guerre d'indépendance des États-Unis Daniel Morgan. Sa construction fut achevée en 1834 et les premières troupes s'y installèrent en mars de cette même année.
Fort Morgan se trouve au bout de Mobile Point à la limite ouest de la State Route 180 (Alabama). Celle-ci et Dauphin Island, sur laquelle se trouve le fort Gaines, entourent la baie de Mobile. L’Alabama Historical Commission entretient le site.

## Histoire

### XIXesiècle

#### Guerre de 1812
Après le départ des Espagnols de Mobile en avril 1813, les Américains construisirent une redoute en terre et en bois à Mobile Point, le nommant Fort Bowyer en l'honneur du colonel John Bowyer, et finirent la construction avant de le quitter en 1814. En septembre 1814, le fort a résisté à une attaque britannique navale et terrestre, connue comme la Première bataille de Fort Bowyer. Les Britanniques revinrent en février 1815 après leur défaite à la bataille de La Nouvelle-Orléans et ils lancèrent une seconde offensive, la Seconde bataille de Fort Bowyer. Les Britanniques sortirent victorieux de cette offensive et les garnisons américaines se rendirent. Avant que les Britanniques ne poursuivent leurs attaques vers Mobile, ils reçurent un message les prévenant que le traité de Ghent, mettant fin à la guerre, avait été signé à la veille de Noël 1814. Lorsque le message arriva, les Britanniques se rendirent. Le site fut logiquement choisi pour établir un fort plus important qui pourrait se défendre lui-même des attaques terrestres et qui protégerait l'entrée de la baie, remplaçant ainsi le Fort Bowyer par le Fort Morgan.

#### Construction
Après la guerre de 1812, les États-Unis entamèrent un programme visant à renforcer leurs défenses côtières. Suivant ce programme, les États-Unis contactèrent en 1818 Benjamin Hopkins, originaire du Vermont, afin qu'il construise un important fort à Mobile Point d'après les dessins de Simon Bernard, qui était un ingénieur militaire de Napoléon. Cependant, Hopkins mourut de la fièvre jaune l'année d'après alors que les travaux avaient peu avancé. Il fut remplacé par Samuel Hawkins, originaire de New York, qui mourut en 1821, avant d'avoir accompli quoi que ce soit lié au projet. L'armée confia les travaux au Corps du génie sous les ordres du Capt. R.E. DeRussey. En utilisant des esclaves, DeRussey réussit à faire quelques progrès avant qu'il ne tombe malade en 1825. Dès lors, il confia les travaux à son adjoint, le Lieut. Cornelius Ogden. Ogden termina les travaux en mars 1834 et confia le fort au Capt. F.S. Belton, chef de la Company B, 2nd US Artillery. L'unité resta dans le fort environ un an et demi avant d'être transférée en Floride pour participer à la Seconde Guerre séminole.

#### Guerre de Sécession
Huit jours avant que l'Alabama ne fasse sécession (en) de l'Union, Col. John B. Todd réunit quatre compagnies de volontaires alabamiens et captura le fort à l'aube du 3 janvier 1861. Les Confédérés procédèrent alors à un renforcement des défenses de la baie de Mobile. Le point stratégique était la Main Ship Channel en face du Fort Morgan qui était la seule approche à grand tirant d'eau pour permettre aux navires de guerre les plus importants de passer. Pour défendre cette zone, les Confédérés placèrent dix-huit des plus puissants canons du fort (dont deux canons Brooke 7" et deux canons Blakely 8" britanniques) afin de tenir le chenal. Ils construisirent aussi des redoutes et des tranchées à l'est du fort afin d'entraver les tentatives d'attaques par voie terrestre. Plus tard, ils ajoutèrent à ces défenses terrestres une petite flottille composée du Tennessee, et de trois canonnières, le Morgan, le Gaines et le Selma, sous le commandement de l'Amiral Franklin Buchanan.
Durant la guerre, Fort Morgan protégea des forceurs de blocus. Les 17 navires qui sortirent de la baie échappèrent à la capture, ainsi que 19 des 21 qui tentèrent d'entrer.
Durant la bataille de la baie de Mobile, les forces navales de l'Union, sous les ordres de l'Amiral David G. Farragut, furent capables d'échapper au Fort Morgan et d'entrer dans la baie. Ils capturèrent le Tennessee et le Selma, coulèrent le Gaines, et capturèrent Fort Gaines. Ceci permit aux forces terrestres de l'Union d'assiéger Fort Morgan (en). Durant le siège, le toit en bois de la citadelle, un baraquement (ayant la forme d'un décagone)au centre du fort pour loger les hommes, prit feu et la structure fut gravement endommagée (au lieu de le restaurer, les équipes détruisirent le bâtiment après la guerre). Après deux semaines de bombardements depuis la mer et les terres, le général Richard L. Page, aux commandes du fort, se sentit contraint de se rendre. Il le fit le 23 août 1864.
Une fois que le fort fut dans les mains de l'Union, celle-ci l'utilisa comme base pour les raids de reconnaissance, et comme zone de préparation pour la Bataille de Spanish Fort (en) et celle de Fort Blakely (en), qui eut lieu après que le général Robert E. Lee se fut rendu à Appomattox.

Fort Morgan en 1864 après sa rémission et les dommages causés à la citadelle.
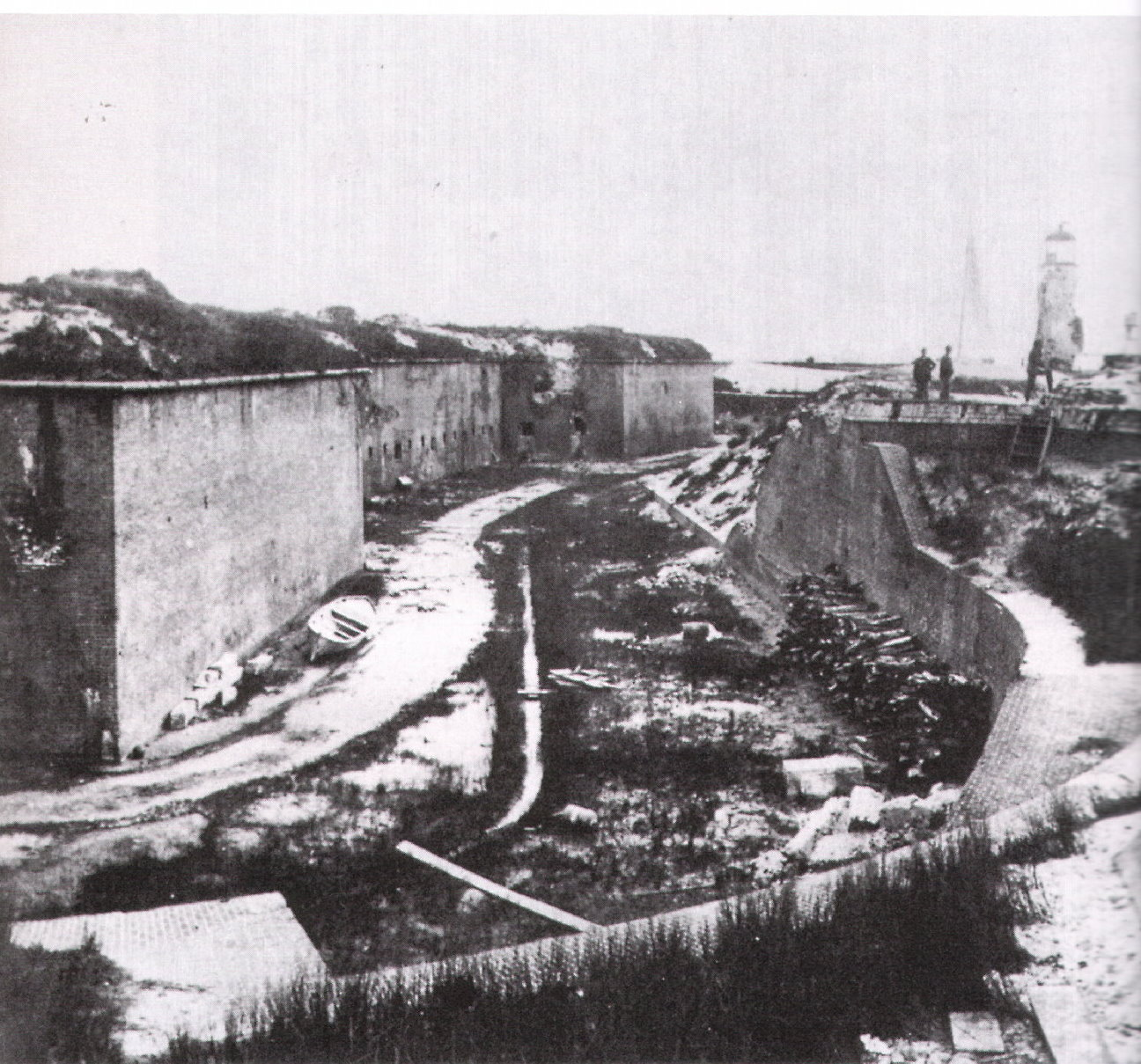
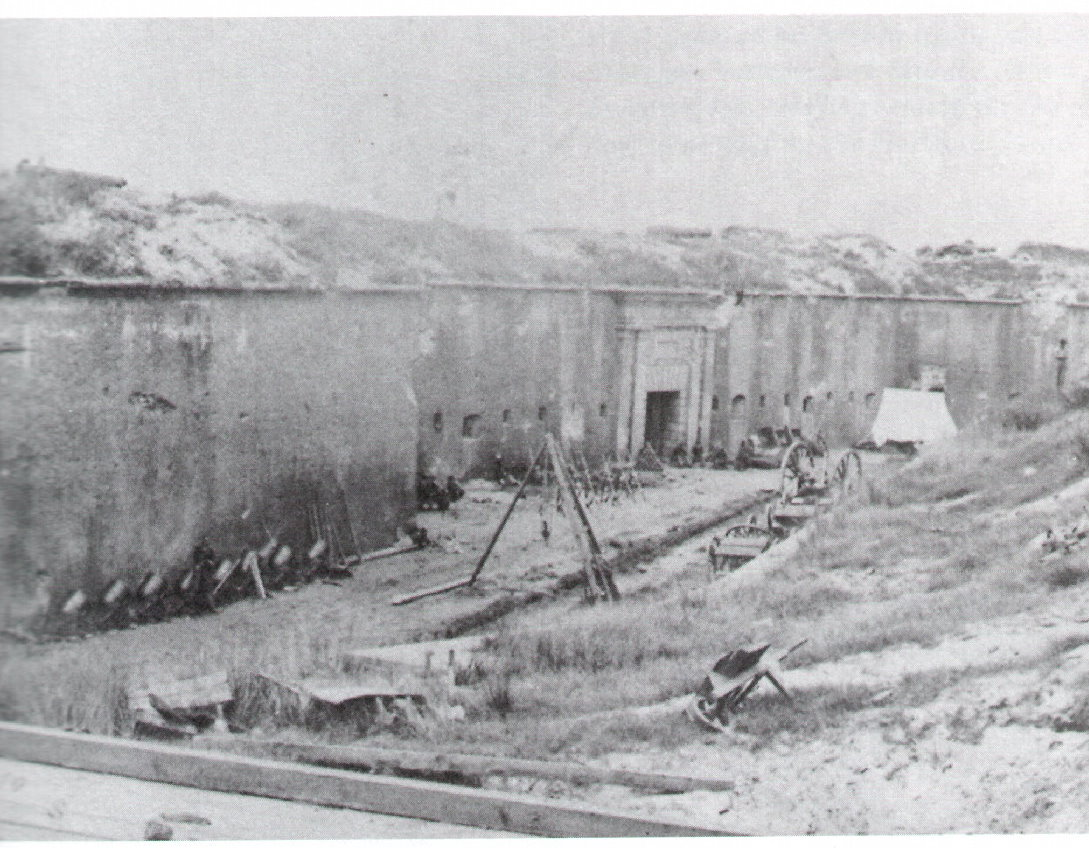
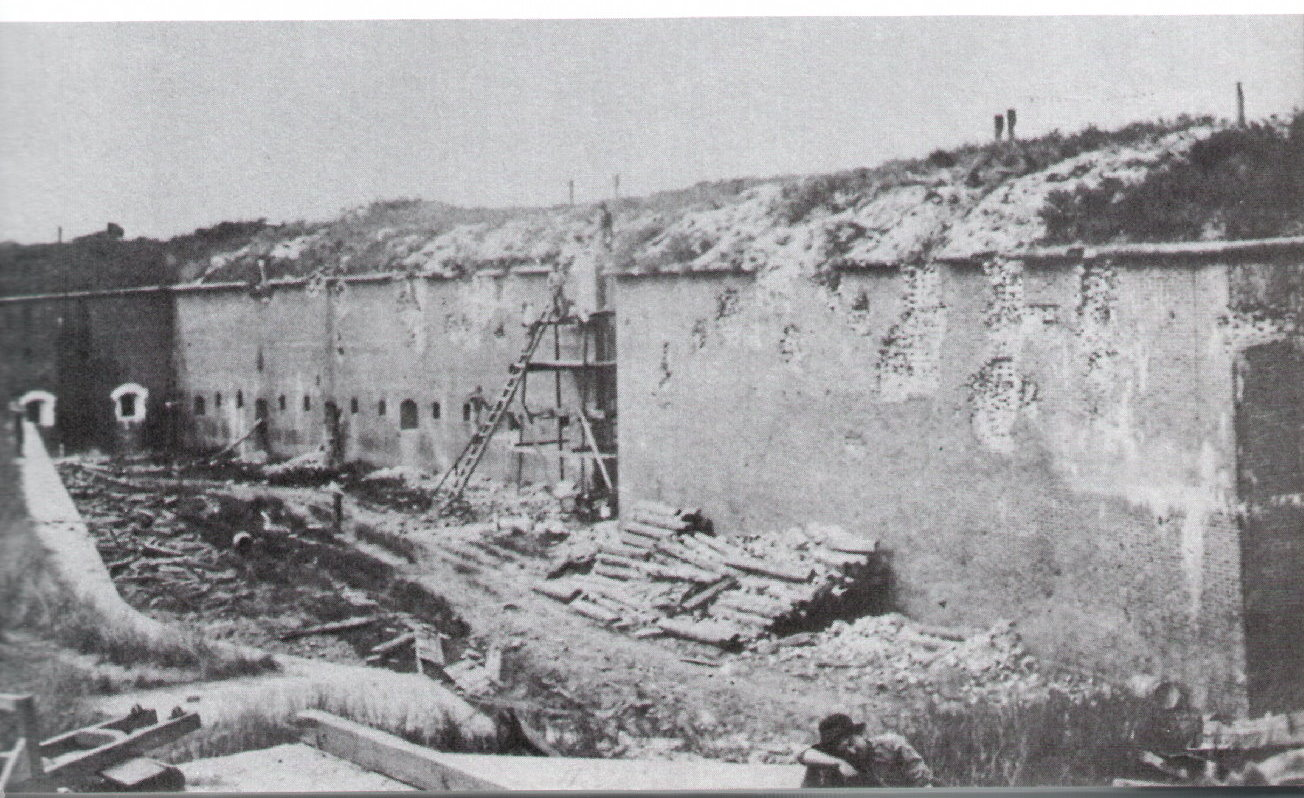
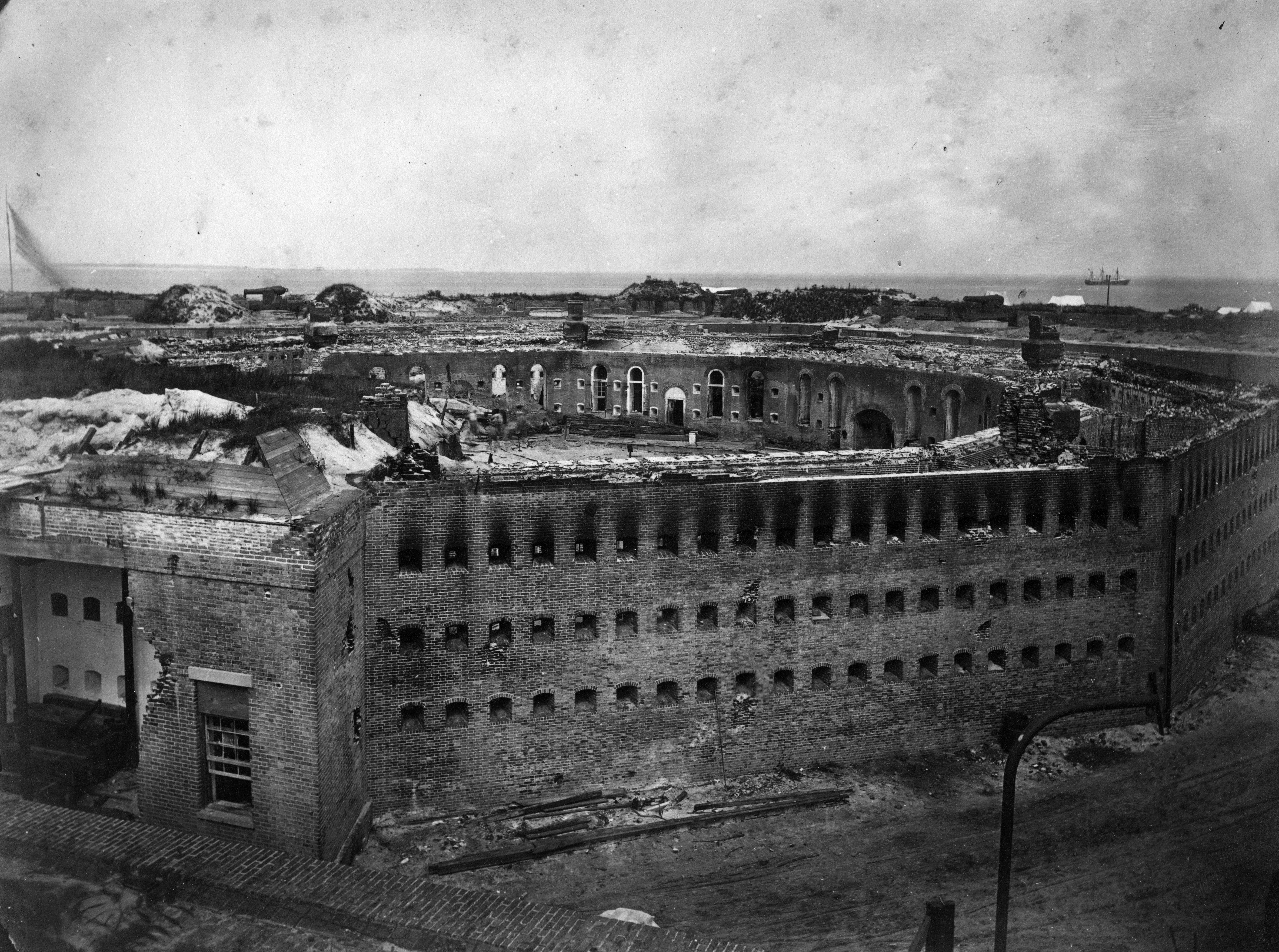

#### Fin duXIXesiècle
Pendant un projet de rénovation dans les années 1870, le fort reçut 12 canons 200-pdr Parrott. Finalement, le gouvernement américain abandonna le fort, le laissant se dégrader peu à peu. Puis, sous la présidence de Grover Cleveland, le secrétaire d'État à la guerre William C. Endicott présida l’Endicott Board (en) qui mena à un programme de construction de nouveaux bâtiments bétonnés. Entre 1895 et 1900, Fort Morgan reçut cinq batteries en béton, améliorées par les techniques les plus récentes en matière de contrôle des tirs, électricité et communications.
La première batterie, Battery Bowyer, était opérationnelle durant la guerre hispano-américaine. La batterie fut fermée en 1917 et les armes ont été déplacées en 1917 afin de servir sur les chemins de fer européens.
Au début de la guerre hispano-américaine, Fort Morgan reçut huit canons lisses de 10 pouces à chargement par la gueule. Ceux-ci ont plus tard été donnés aux villes pour les mémoriaux de la guerre de Sécession.
La seconde batterie, terminée en 1900, était la batterie Dearborn, nommée d'après le major-général Henry Dearborn. La batterie comptait huit mortiers de douze pouces à chargement par l'arrière dans deux fosses contenant chacune quatre armes. L'intention était qu'à l'approche des navires ennemis, les mortiers feraient pleuvoir des obus sur les ponts lourdement blindés des navires.
La troisième batterie, qui fut aussi terminée en 1900, était la Battery Duportail, nommée d'après le major-général Louis Le Bègue Duportail.
La quatrième était la Battery Thomas, nommée d'après le capitaine Evan Thomas, tué lors de la bataille de Sand Butte en 1873 durant la guerre Modoc. Le rôle de cette batterie était d'empêcher le passage des petits vaisseaux ennemis dans le chenal face au fort. Elle fut mise hors service en 1917 et ses armes furent retirées.
La cinquième batterie était la Battery Schenk, nommée d'après le lieutenant William T. Schenck, qui a été tué au combat à Luçon en 1900 lors de la guerre américano-philippine.

### XXesiècle
Les cyclones de 1906 et de juillet 1916 causèrent un grand nombre de dommages aux maisons en bois de Fort Morgan le long de l’Officer's Row. Le porche qui permettait de rafraichir les bâtiments en été s'est trouvé être vulnérable.
En 1915, le Coast Artillery Corps construisit une batterie expérimentale appelée Battery Test, a environ un mile de Fort Morgan. En 1916, la Navy envoya deux navires, l'USS New York et l'USS Arkansas pour bombarder la batterie pendant deux jours afin de voir si elle résisterait, ce qu'elle fit avec peu de dommages. Elle fut retirée peu après.
Après que les États-Unis furent entrés en guerre contre l'Allemagne en avril 1917, le fort devint un centre d'entraînement des artilleurs côtiers face aux armes modernes. Le fort entraina aussi les batteries anti-aviation.
L'armée abandonna le fort en 1924 et la base se détériora rapidement.
En avril 1942, l'armée réoccupa le fort et construisit une piste d'aviation à côté. Initialement, l'artillerie côtière apporta cinq canon de 155 C modèle 1917 Schneider pour équiper fort. L'armée en plaça deux sur le sommet de Fort Morgan. Les trois autres sont restés sur le terrain de manœuvre.
En 1947, l'armée abandonna une nouvelle fois le Fort, le cédant à l'État de l'Alabama en 1946.

### Développement récent
Fort Morgan devint un National Historic Landmark en 1960,.
En 2007, il fut listé comme l'un des dix sites de bataille les plus en danger des États-Unis par la Civil War Preservation Trust dans History Under Siege: À Guide to America's Most Endangered Civil War Battlefields.
En juin 2008, un obus de l'Union de 90 livres fut découvert sur le site. L'obus était celui d'un canon Parrott tiré d'un bateau de guerre de la marine de l'Union sur le fort lors de l'été 1864. La découverte est survenue lors de fouilles qui faisaient partie d'un projet visant à réparer les fentes présentes dans les murs.

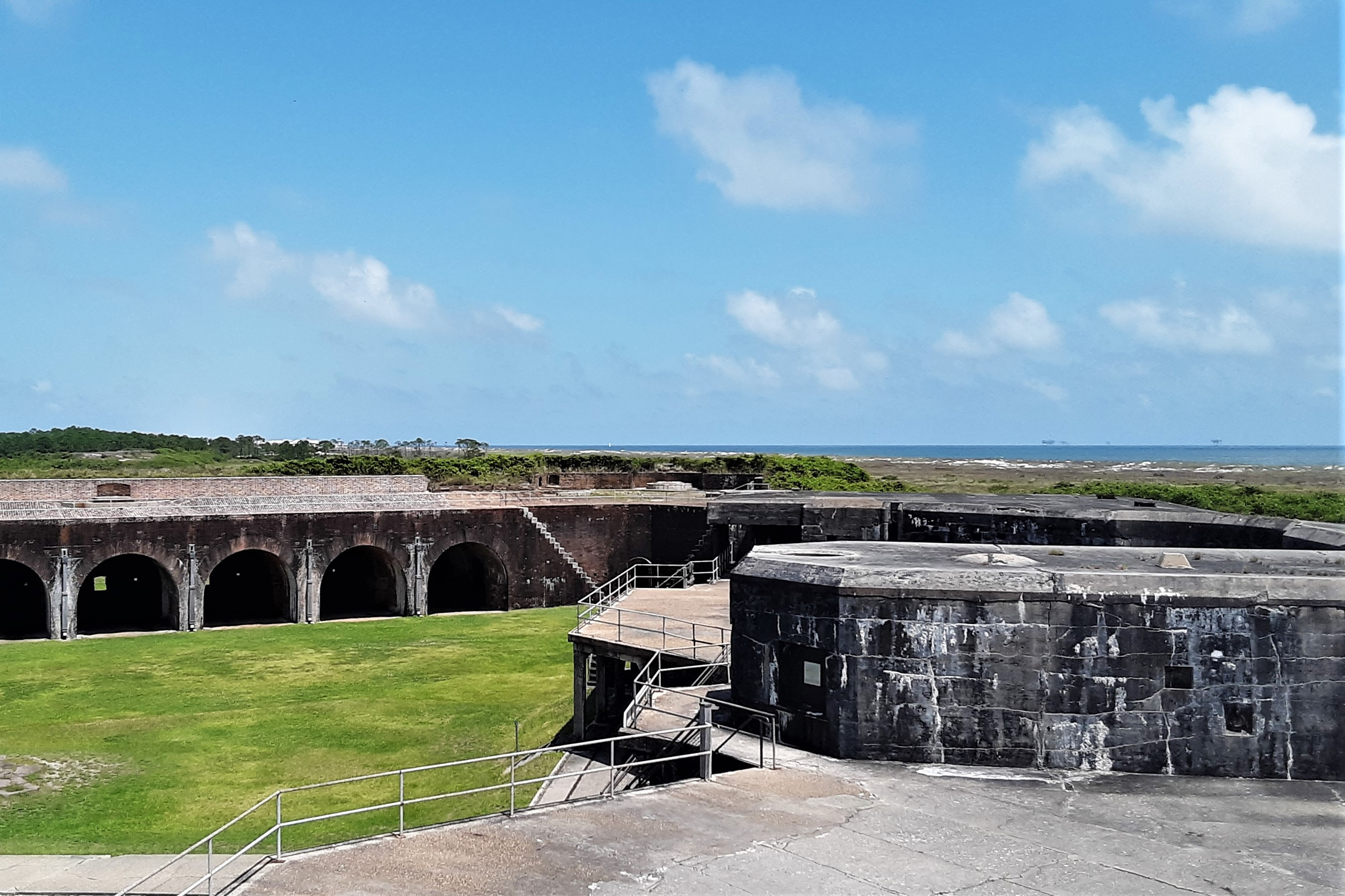
Vue du fort Morgan en avril 2002.
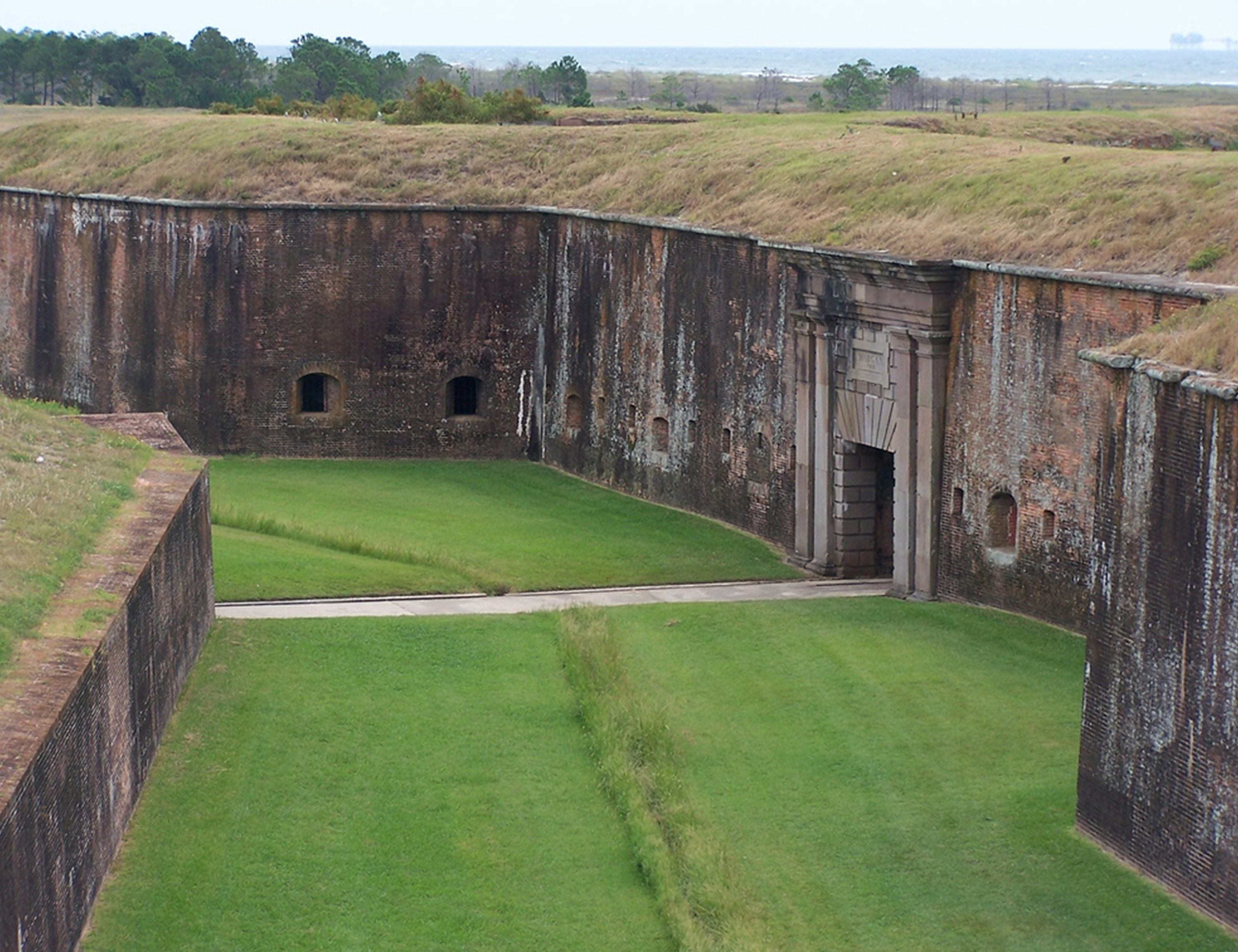
L'entrée de fort Morgan en 2008.
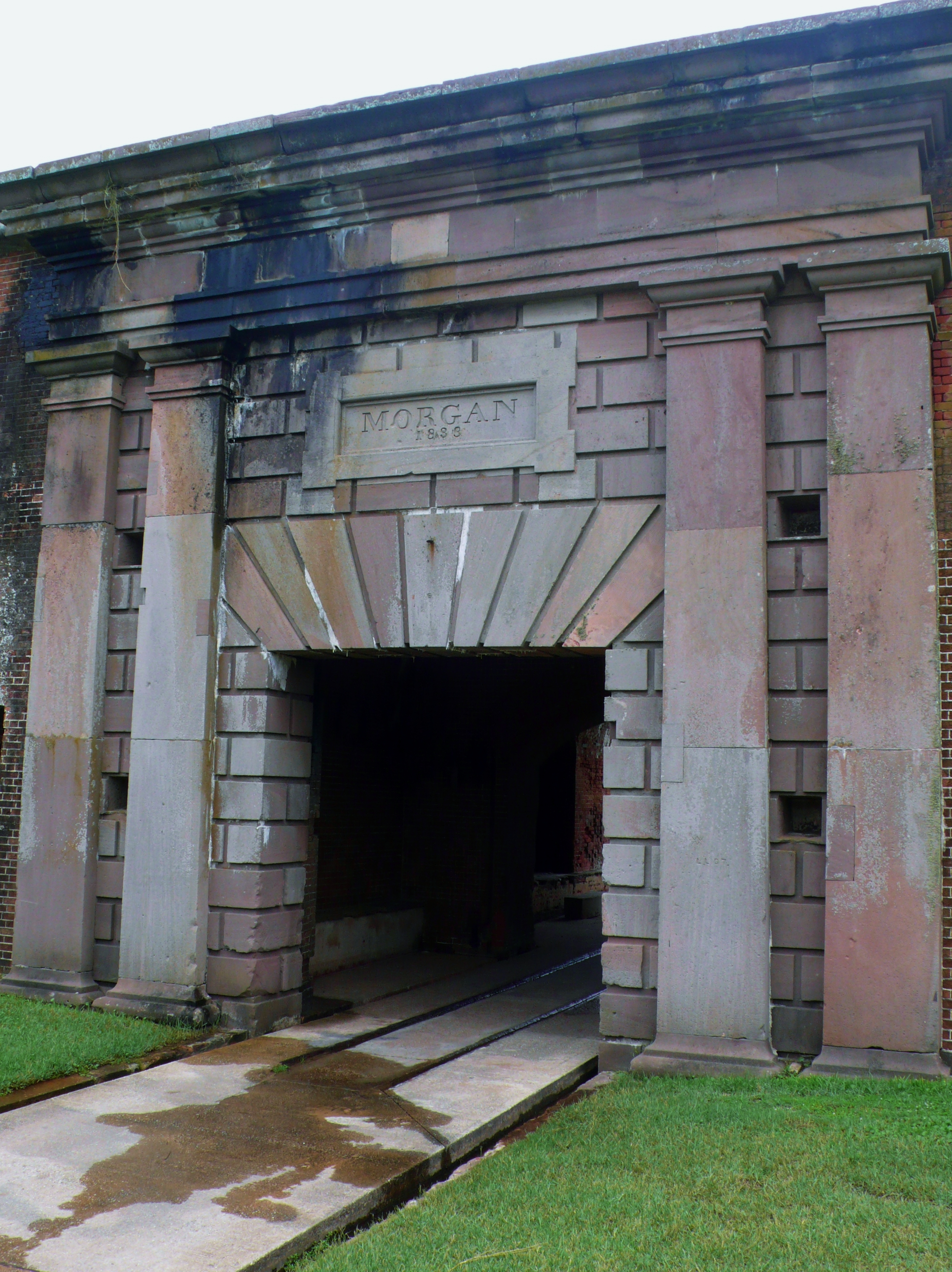
Détail de l'entrée de Fort Morgan en 2008.

## Sources
- (en) Cet article est partiellement ou en totalité issu de l’article de Wikipédia en anglais intitulé « Fort Morgan (Alabama) » (voir la liste des auteurs).